# Viktor Avbelj
Viktor Avbelj-Rudi (26. únor 1914 - 3. duben 1993) byl slovinský partyzán, politik a právník.

## Život a související politická činnost
Avbelj se narodil v malé obci Prevoje necelých třicet kilometrů od Lublaně. Byl absolventem právnické fakulty, ještě jako student vstoupil do řad jugoslávských komunistů. Od roku 1936 jako člen KPJ organizoval kulturní a vzdělávací akce. V roce 1941 se zapojil do národně-osvobozeneckého boje. Od července do srpna 1943 byl politickým komisařem 15. divize NOVu. Od srpna 1943 do září 1944 působil jako zástupce politického komisaře na hlavním štábu NOVu ve Slovinsku. Mimo to byl Avbelj v prosinci 1943 hlavním štábem pověřen velením XIV. divize, která směřovala přes Chorvatsko do Štýrska. Od září 1944 do března 1945, byl politickým komisařem u devátého armádního sboru. Od 26. března do 7. května 1945 byl politickým komisařem slovinského hlavního štábu.
Po skončení druhé světové války byl Avbelj politicky činný v orgánech republiky i federace. Byl především předsedou rady federace, předsedou slovinské vlády (1962 - 1965), předsedou slovinského parlamentu (1963 - 1965) a konečně předsedou Předsednictva Socialistické republiky Slovinsko (1979 - 1984), které vykonávalo funkci kolektivní hlavy státu.
Byl nositelem vysokých jugoslávských vyznamenání: Řádu národního hrdiny, Řádu partyzánské hvězdy, Řádu bratrství a jednoty, Řádu za hrdinství a Řádu za zásluhy.